# Carsten Ström
Carsten Christian Ström, född 13 november 1913 i Malmö Sankt Johannes församling, död 2 september 1995 i Malmö , var en svensk målare, tecknare, grafiker, konsthantverkare, keramiker och skriftställare.
Han var son till förste hälsovårdsinspektören Nils Bernhard Ström och Ida Lovisa Nilsson och från 1940 gift med Elisabet Ludvigsson samt bror till Sixten Ström. Ström arbetade som skyltmålare vid Christenson & Co skyltfabrik Malmö 1930-1945 och formgav bland annat den ursprungliga skylten till Malmö Stadsteater. Han studerade vid Schule Reimann i Berlin 1935 och för Kræsten Iversen vid Det Kongelige Danske Kunstakademi 1947–1948 samt genom självstudier under resor till Paris och Spanien. Efter att han slutat som skyltmålare drev han egen verksamhet under namnet Abbekås Keramik. Hans keramikföremål signerades "ABBEKÅS", "ABBEKÅS CS" eller "ABBEKÅS KERAMIK". Separat ställde han bland annat ut på Malmö rådhus, SDS-hallen och i Landskrona, Örebro samt Trelleborg. Tillsammans med Elsi Bourelius och Erik Brandt ställde han ut i Ljungbyhed och han medverkade i flera av Skånes konstförenings höstsalonger i Malmö. Hans konst består av porträtt, och en fantasikonst med motiv från Ostindien samt figurer ur sagans värld och hans rika fantasi gav honom även inspiration till de barnböcker han skrev samt arbeten i batik och keramik. Under de senare åren av sitt liv ägnade han mycket tid åt att försöka återskapa en kopia av turinsvepningen med medeltida tekniker. Som illustratör illustrerade han William Lengertz Svensköpsbruden och som författare ligger han bakom de berömda Gummigutta-böckerna som utgavs under 1950-talet, som även översatts till bland annat norska och tyska. I Sverige gavs de ut på Wahlströms förlag. Dessa böcker försåg han med egna illustrationer bland annat Gummiguttas nya hus som utgavs 1954.